# خلية قرنية (عين)
خلايا القرنية (بالإنجليزية: Keratocytes) أو خلايا القرنية الليفية اليافعة هي خلية ليفية يافعة متخصصة تقع في سدى القرنية. تشكل خلايا القرنية حوالي 85-90٪ من سمك القرنية، وتتكون هده الطبقة من صفائح كولاجينية منتظمة بدقة ومكونات تتعلق بالنّسيج خارج الخليّة مثل الإنزيمات والجليكوبروتين وما إلى ذلك. تلعب خلايا القرنية الدور الرئيسي في الحفاظ على شفافية القرنية وشفاء الجروح وصنع المركبات المتعلقة بالقرنية. في القرنية الهادئة والغير متضررة، تبقى خلايا القرنية خاملة وهادئة، وتبدأ في النشاط بعد تعرض القرنية لأي نوع من الإصابات أو الالتهابات. تتعرض بعض خلايا القرنية الموجودة تحت موقع الإصابة، حتى وإن كانت خفيفة، للموت الخلوي المبرمج فوراً بعد الإصابة. قد يؤدي أي خلل في عملية شفاء القرنية الدقيقة إلى حدوث عتامة على سطح القرنية، في حين قد يكون استماتة خلايا القرنية المفرط جزءًا من العملية المرضية لاضطرابات القرنية التنكسية مثل القرنية المخروطية، وهذه الاعتبارات تدفع إلى البحث المستمر في معرفة هذه الخلايا ووظائفها.

## الأهمية السريرية

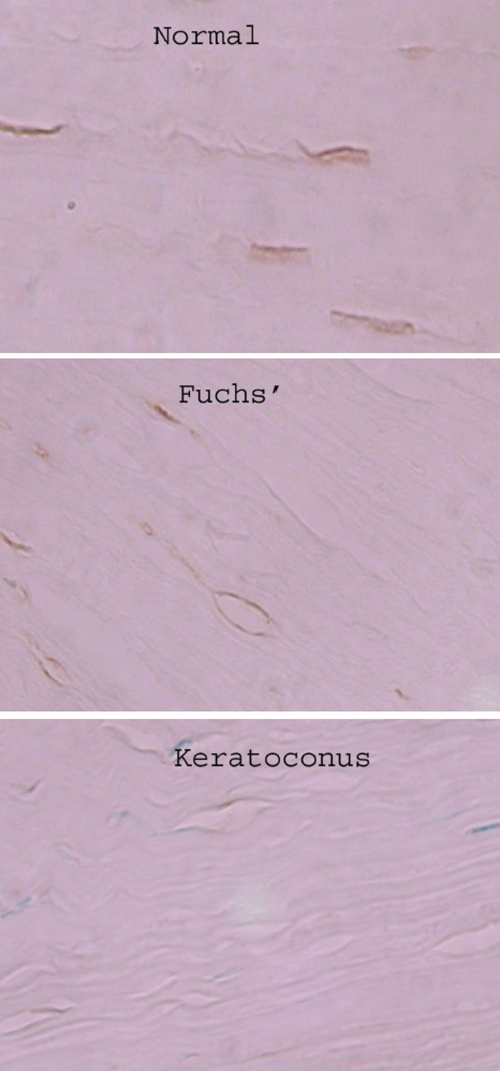
صورة تظهر تفاعل نازعة هيدروجين الكحول المناعي للقرنية السليمة (أعلى)، حثل فوكس (الوسط)، والقرنية المخروطية (أسفل). تم صبغ خلايا القرنية باستمعال ثنائي أمينو البنزدين.

قد تلعب خلايا القرنية دورًا في اعتلالات القرنية المختلفة. وفقًا للأبحاث المقارنة، فإن وظائف خلايا القرنية تختلف بشكل كبير عن المعتاد في اعتلال القرنية المخروطية، الاعتلال الأكثر شيوعًا لضمور القرنية. في القرنية المخروطية، ثبت أن خلايا القرنية تتعرض للموت الخلوي المبرمج بعيدًا عن أي إصابة لسطح القرنية، توجد فرضية أخرى تظهر فيها استماتة خلايا القرنية المفرط كحدث مرضي رئيسي في القرنية المخروطية. وفقًا لإحدى الدراسات، فإن خلايا القرنية لدى المريض المصاب بالقرنية المخروطية لديها مستويات منخفضة من أحد الأشكال الفرعية للکحولاز، حيث تفرز كميات قليلة جداً من ديسموتاز الفائق 3، وفقًا لدراسة أخرى.